# John Sankey

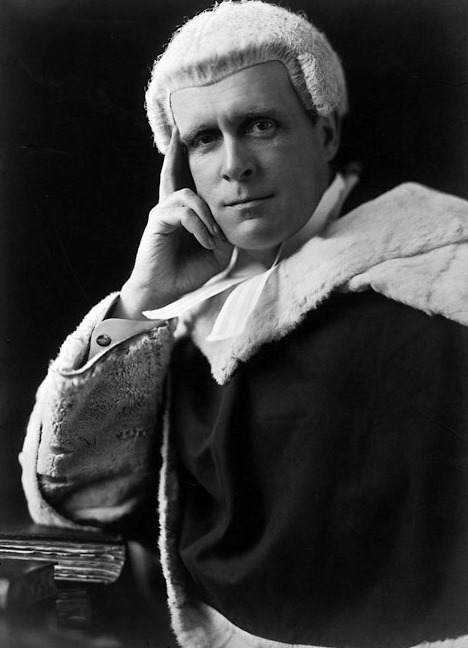
Lord Sankey

John Sankey, 1. wicehrabia Sankey GBE (ur. 26 października 1866, zm. 6 lutego 1948) –  brytyjski prawnik i polityk, członek Partii Pracy i Narodowej Partii Pracy, minister w rządach Ramsaya MacDonalda.
Wykształcenie odebrał w Lancing College w Susseksie oraz w Jesus College na Uniwersytecie Oksfordzkim. Studia ukończył w 1889 r. z tytułem bakałarza historii nowożytnej. W 1891 r. uzyskał tytuł naukowy z prawa cywilnego. W 1892 r. rozpoczął praktykę adwokacką w Middle Temple.
W 1928 r. został sędzią Sądu Apelacyjnego Anglii i Walii (Lord Justice of Appeal). W 1929 r. otrzymał tytuł parowski 1. wicehrabiego Sankey i zasiadł w Izbie Lordów. W tym samym roku został Lordem Kanclerzem w gabinecie MacDonalda. W 1931 r. poparł jego decyzję utworzenia rządu narodowego. Został za to wydalony z Partii Pracy i przeszedł do Narodowej Partii Pracy. Na stanowisku Lorda Kanclerza pozostał do 1935 r.
Lord Sankey orzekał w wielu precedensowych sprawach. Jedną z nich była sprawa Edwards v. Canada (Attorney General) w 1930 r. W wyniku tej sprawy kobiety zyskały prawo do zasiadania w kanadyjskim Senacie. Sformułowano też wówczas doktrynę living tree doctrine, która zakładała, że konstytucję należy interpretować w sposób liberalny, aby dostosować ją do zmieniających się czasów.
Kolejną sprawą była Woolmington v. DDP z 1935 r. Wówczas po raz pierwszy w krajach Wspólnoty Narodów wyrażono zasadę domniemania niewinności.
Sankey zmarł w 1948 r. Wraz z jego śmiercią wygasł tytuł wicehrabiego.